# ویلیام جی. براونلو

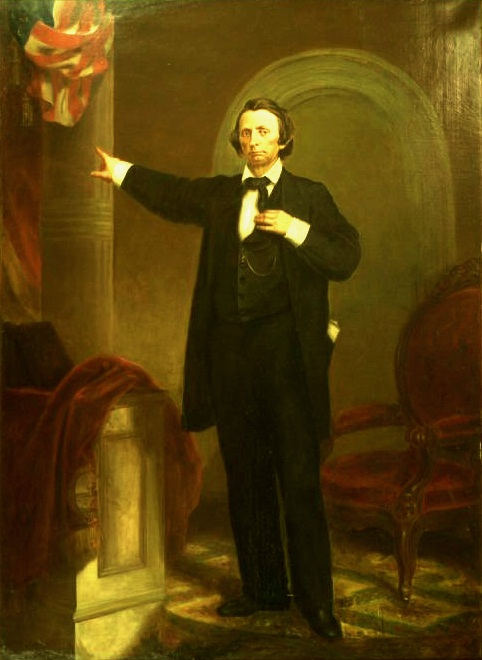
پرترهٔ ویلیام جی. براونل، سناتور آمریکایی - ۱۸۶۶

ویلیام جی. براونلو (به انگلیسی: William G. Brownlow) سناتور سابق عضو حزب جمهوری‌خواه ایالات متحده آمریکا بود. او در سال ۱۸۶۹ تا ۱۸۷۵ میلادی سناتور ایالت تنسی در سنای ایالات متحده آمریکا بود.